# سان-تريفييه-سور-موانيان
سان-تريفييه-سور-موانيان (بالفرنسية: Saint-Trivier-sur-Moignans)‏ هي بلدية فرنسية تقع في إقليم الآن. رمز إنسي لها هو:1389. أما الرمز البريدي لها فهو: 1990.